# Kolcovói nemzetközi repülőtér
A Kolcovói nemzetközi repülőtér (orosz nyelven: Международный Аэропорт Кольцово) (IATA: SVX, ICAO: USSS) nemzetközi repülőtér Oroszországban, Jekatyerinburg Oktyabrszkij kerületének Kolcovo városrészében. Éves utasforgalma 5 953 840 fő (2018).

## Futópályák
A repülőtér futópályái:
- 08R/26L (3026 m, 53 m, beton)
- 08L/26R (3004 m, 45 m, aszfalt)

## Forgalom
Az utasforgalom az elmúlt években az alábbi módon változott:
| Utasok száma | 666 000 | 2 085 000 | 1 182 815 | 1 553 628 | 2 345 097 | 2 697 208 | 4 293 002 | 4 247 660 | 5 953 840 | 5 973 142 |
|              | 1965    | 1980      | 2002      | 2004      | 2007      | 2010      | 2013      | 2015      | 2018      | 2021      |